# Alburnus arborella
Alburnus arborella е вид лъчеперка от семейство Шаранови (Cyprinidae). Видът е незастрашен от изчезване.

## Разпространение
Разпространен е в Италия, Словения, Хърватия и Швейцария.

## Описание
На дължина достигат до 10 cm.